# Julia Schaumburg
Julia Schaumburg ist eine deutsche Ökonomin. Ihr Forschungsschwerpunkt liegt auf Finanzökonometrie.

## Leben
Julia Schaumburg studierte von 2003 bis 2008 Wirtschaftswissenschaften an der Universität Mannheim und schloss als Diplom-Ökonomin ab. 2007 war sie Austauschstudentin an der Nationaluniversität Singapur (NUS). Von 2008 bis 2013 promovierte sie an der Humboldt-Universität zu Berlin (HU Berlin). Währenddessen lehrte und forschte sie an der HU Berlin und der Leibniz-Universität Hannover.
Von 2014 bis 2018 war sie Assistenzprofessorin an der Vrije Universiteit Amsterdam (VU), wo sie zwischen 2018 und 2023 Associate Professor war. 2017 war sie externe Beraterin der Europäischen Zentralbank (EZB) und von 2018 bis 2019 deren ECB-Lamfalussy-Fellow. Seit Anfang 2019 ist sie zudem Forschungsprofessorin am Leibniz-Institut für Wirtschaftsforschung Halle (IWH). Schaumburg ist Research Fellow am Tinbergen-Institut und Gastforscherin der Zentralbank der Niederlande. 2023 wurde Schaumburg Full Professor für Methoden und Anwendungen der Ökonometrie an der VU.
Schaumsburgs Fokus liegt auf ökonometrischen Analysen, Finanzstabilität und der Beurteilung systemischer Risiken. 2019 erhielt sie den Engle Prize in Finanzökonometrie (Oxford Academic) für eine wissenschaftliche Arbeit zur Prüfung von Tail-Risks, d. h. hochriskanten Ereignissen mit niedriger Eintrittswahrscheinlichkeit. Sie erhielt wiederholt Förderung der niederländischen Wissenschaftsgesellschaft.

## Gesellschaftliches Engagement

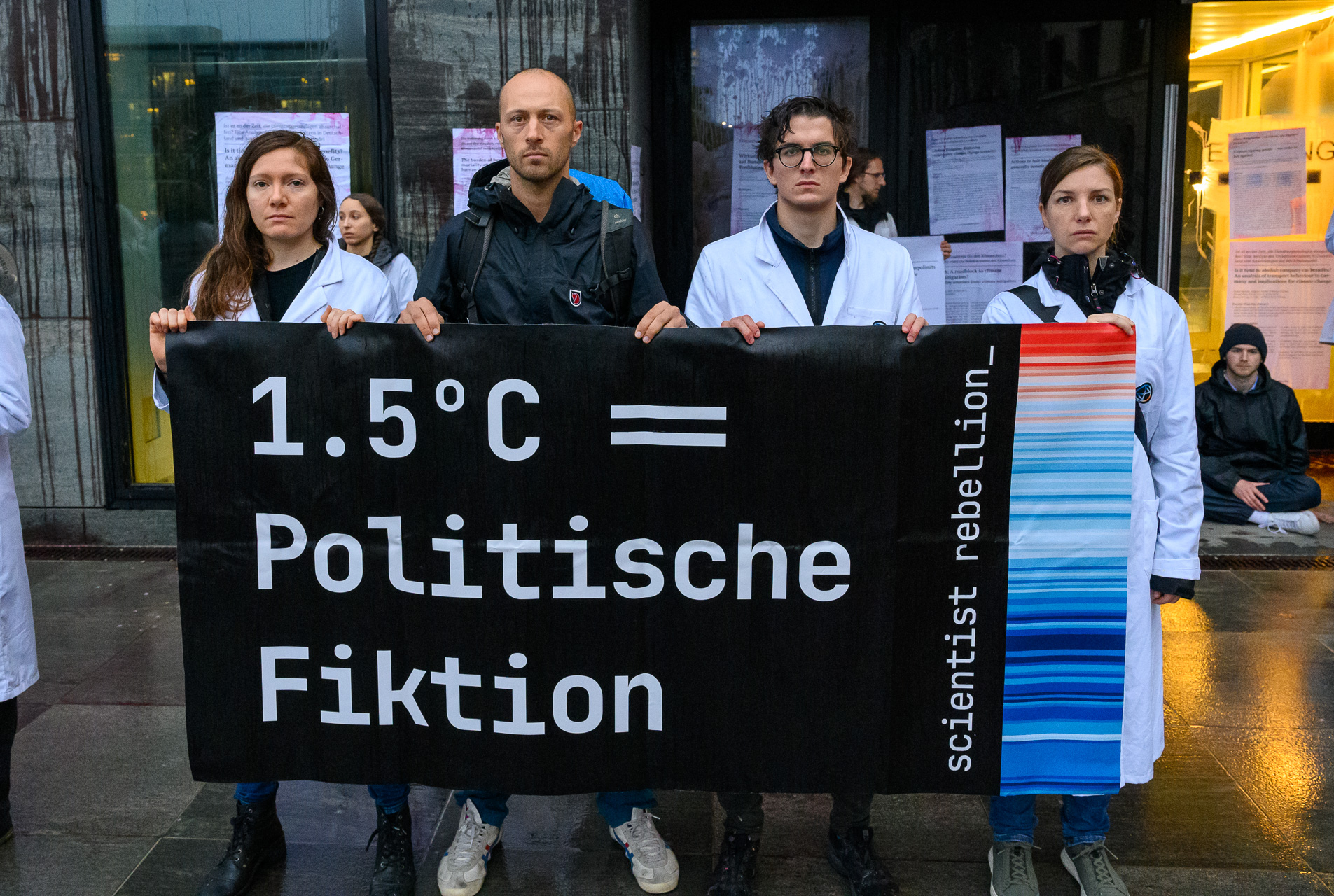
Julia Schaumburg (rechts) beim Protest mit Scientist Rebellion

Schaumburg ist Unterzeichnerin des Positions- und Forderungspapiers von Scientist Rebellion, dem mit Scientists for Future vergleichbaren Ableger von Extinction Rebellion. Sie nahm mehrfach an Klimaschutz-Protesten wie vor dem Bundesministerium für Digitales und Verkehr (BMDV) teil.
Ihr Engagement kommentierte sie in ZDF heute mit den Worten: „Wir sind [...] hauptsächlich besorgte Bürger und als Wissenschaftler in einer Position, in der uns die Öffentlichkeit eventuell [...] ernstnimmt und zuhört. [...] Deswegen halten wir es für unsere Pflicht, das dann auch laut auszudrücken.“